# Pau Quemada
Pau Quemada Cadafalch (Logroño, 4 september 1983) is een Spaans hockeyer.
Pau Quemada speelt in de Belgische Eredivisie hockey bij KHC Leuven en voor de Spaanse hockeyploeg. Hij maakte deel uit van de selectie die deelnam aan de Olympische Spelen 2012 (zesde plaats). Hij heeft ook deelgenomen met de Spaanse ploeg aan het WK 2006 (derde plaats), maar daarna kwam de aanvaller tot 2011 niet meer uit voor de nationale ploeg. Met Leuven speelde Quemada een aantal seizoenen in de EHL, met de vierde plaats in 2009 als beste resultaat.
Met 32 doelpunten leidde Quemada Leuven in het seizoen 2014-2015 naar de Play-Offs, waar Leuven in de halve finales het onderspit moest delven tegen latere winnaar KHC Dragons. Die prestatie leverde Quemada de Gouden Stick 2015 op, de verkiezing voor de beste hockeyspeler in België. Hij bleef John-John Dohmen en Florent van Aubel voor.